# Bauhinia glauca
Bauhinia glauca là một loài thực vật có hoa trong họ Đậu. Loài này được (Benth.) Benth. miêu tả khoa học đầu tiên.